# The Forest (trò chơi điện tử)
The Forest là một trò chơi điện tử kinh dị sinh tồn được phát triển và phát hành bởi Endnight Games. Trò chơi diễn ra trên một bán đảo xa xôi có nhiều rừng rậm, nơi nhân vật người chơi Eric LeBlanc phải chiến đấu chống lại những con quái vật ăn thịt đồng loại trong khi tìm kiếm con trai Timmy của mình sau một vụ tai nạn máy bay. Trò chơi có lối chơi phi tuyến tính trong môi trường thế giới mở được chơi từ góc nhìn thứ nhất, không có nhiệm vụ cố định, mà thay vào đó người chơi đưa ra quyết định của riêng họ để sinh tồn. Sau giai đoạn beta truy cập sớm kéo dài bốn năm, trò chơi đã được phát hành cho Windows vào tháng 4 năm 2018 và cho PlayStation 4 vào tháng 11 năm 2018. Trò chơi đã thành công về mặt thương mại, bán được hơn năm triệu bản vào cuối năm 2018. Trò chơi tiếp theo, Sons of the Forest, được phát hành trong early access cho Windows vào ngày 23 tháng 2 năm 2023.

## Gameplay
Trong The Forest, người chơi điều khiển Eric LeBlanc và phải sống sót trên một bán đảo có rừng rậm để tìm kiếm con trai Timmy sau một vụ tai nạn máy bay kinh hoàng. Người chơi phải sống sót bằng cách tạo ra nơi trú ẩn, vũ khí và các công cụ sinh tồn khác. Sinh sống trên bán đảo, cùng với nhiều sinh vật rừng khác nhau, là một bộ tộc dị nhân ăn thịt đồng loại, những người sống trong các ngôi làng trên mặt đất và trong các hang động sâu bên dưới bán đảo. Mặc dù chúng không nhất thiết phải luôn thù địch với người chơi, nhưng hành vi thông thường của chúng là hung dữ, đặc biệt là vào ban đêm.
Tuy nhiên, các nhà phát triển muốn người chơi đặt câu hỏi liệu bộ tộc ăn thịt người trên bán đảo có phải là kẻ thù của người chơi hay ngược lại. Ví dụ: khi lần đầu chạm trán với người chơi, những kẻ ăn thịt người có thể ngần ngại tấn công và thay vào đó quan sát người chơi từ xa, cố gắng giao tiếp với người chơi thông qua các hình nộm, và gửi đội tuần tra xung quanh căn cứ của người chơi. Trong lúc chiến đấu, họ thường cố gắng bảo vệ nhau khỏi bị thương, tháo đuốc, bao vây người chơi, nấp sau chỗ nấp, kéo những người bị thương đến nơi an toàn, giữ khoảng cách, sử dụng các quyết định chiến thuật, không xâm phạm quá nhiều vào lãnh thổ không xác định và đôi khi đầu hàng vì sợ hãi. Chúng cũng sợ lửa, và đôi khi sẽ không đến gần người chơi nếu có lửa trại hoặc đuốc gần đó.
Khi người chơi tiếp tục trò chơi và khám phá các hang động bên dưới bề mặt khu rừng, họ sẽ gặp phải những dị nhân ngày càng kỳ lạ, bao gồm cả những đứa trẻ dị dạng và những dị nhân có thêm một số phần phụ. Trò chơi cũng có chu kỳ ngày và đêm, với việc người chơi có thể xây dựng nơi trú ẩn và đặt bẫy, săn bắt động vật và thu thập nguồn cung cấp vào ban ngày, đồng thời tự vệ trước các dị nhân vào ban đêm.
Người chơi được tặng một cuốn sách hướng dẫn sinh tồn, với các ghi chú về động vật hoang dã được phát hiện trên bán đảo và danh sách việc cần làm cơ bản để giúp đỡ người chơi. Sách hướng dẫn cũng cho phép người chơi đặt bản thiết kế cho các cấu trúc khác nhau (chẳng hạn như lửa, tường, nhà trên cây và bẫy) trong trò chơi. Chỉ cần chọn một bản thiết kế, sau đó đặt nó vào thế giới mở. Sau khi đặt thì thu thập các tài nguyên cần thiết (như đá và khúc gỗ) để hoàn thành cấu trúc. Hầu hết các nơi trú ẩn đều có tùy chọn lưu trò chơi vì không có chế độ lưu tự động trong trò chơi.
Các vật phẩm mà người chơi thu thập trên thế giới (như thảo mộc, lông động vật hoặc công cụ) có thể được lưu trữ trong kho. Kho đồ bao gồm một hệ thống chế tạo, dựa trên kiến thức và thử nghiệm của người chơi trong việc tạo ra các vật phẩm. Để chế tạo một chiếc rìu cơ bản, người chơi cần thu thập, sau đó kết hợp một cây gậy, đá và dây thừng, sau khi tất cả các vật phẩm được đặt trên không gian chế tạo, một biểu tượng bánh răng cho biết người chơi có thể kết hợp chúng.
HUD hiển thị tổng mức sức khỏe, năng lượng, sức chịu đựng, cơn đói và cơn khát của nhân vật người chơi. Nước có thể được lấy từ hồ và sông, nhưng hầu hết đều bị ô nhiễm nên sẽ gây ra tác dụng phụ cho nhân vật. Nước bị ô nhiễm có thể được đun sôi để làm sạch, hoặc một bộ thu nước được xây dựng để thu nước mưa sạch. Thực phẩm phải được lấy từ động vật, thực vật và những người khác trên thế giới. Người chơi cũng có thể tìm thấy các số liệu thống kê trong sách sinh tồn/chế tạo của mình như sức mạnh, cân nặng và sự tỉnh táo. Nếu tinh thần của nhân vật người chơi bị giảm, người chơi có thể xây dựng các cấu trúc (hình nộm) chỉ khả dụng khi tinh thần của nhân vật người chơi giảm đến một điểm nhất định.

## Cốt truyện
Trò chơi bắt đầu với Eric LeBlanc, một diễn viên truyền hình sinh tồn, đang ngồi trên máy bay với con trai của anh, Timmy trước khi máy bay đột ngột rơi xuống một bán đảo xa xôi có nhiều rừng rậm. Mặc dù là người duy nhất sống sót sau vụ tai nạn, Eric bị mất phương hướng, bất lực nhìn Timmy bị bắt cóc bởi một người đàn ông phủ đầy sơn đỏ trước khi bất tỉnh. Khi tỉnh dậy trong đống đổ nát, Eric ra ngoài tìm kiếm con trai mình nhưng phát hiện ra rằng bán đảo đang bị chiếm giữ bởi những dị nhân hoang dã ăn thịt đồng loại, và buộc phải tự vệ trong khi sống sót khỏi vùng đất. Trong cuộc tìm kiếm của mình, Eric tìm thấy manh mối về nơi ở của Timmy dưới dạng các bức vẽ bằng bút chì màu trong một số hang động. Eric cũng có thể phát hiện ra người đàn ông mặc đồ đỏ từ xa, người này sẽ bỏ chạy nếu đến gần. Những bức vẽ của Timmy cuối cùng đã dẫn Eric đến một khu phức hợp phòng thí nghiệm dưới lòng đất bị bỏ hoang thuộc sở hữu của Sahara Therapeutics, một công ty nghiên cứu lớn chịu trách nhiệm về việc thí nghiệm với các sinh vật trên bán đảo. Khi bước vào phòng thí nghiệm, Eric phát hiện nhân viên của phòng thí nghiệm đã chết và phát hiện ra rằng họ đang nghiên cứu một hiện vật có tên là Đài tưởng niệm Phục sinh. Được tạo ra bởi một nhóm bí ẩn có tên là Ancient Ones, cổ vật này có khả năng hồi sinh người chết nhưng yêu cầu phải hiến tế trẻ em. Eric cũng biết rằng kẻ bắt cóc con trai mình, Tiến sĩ Matthew Cross, từng là nhà nghiên cứu chính tại cơ sở trước khi mất con gái Megan vào tay một dị nhân bỏ trốn. Phát điên trước cái chết của con gái mình, Cross đã sử dụng cổ vật và bắt cóc Timmy như một vật hy sinh để hồi sinh Megan.
Eric nhanh chóng tìm thấy Cross đã chết và sau đó là hiện vật, chỉ để tìm thấy xác của Timmy bên trong; đã hy sinh để hồi sinh Megan. Mặc dù đã quá muộn để cứu con trai mình, Eric nhận ra rằng chiếc máy kết nối với hiện vật vẫn có thể được sử dụng để hồi sinh Timmy và tiến sâu hơn vào cơ sở để tìm kiếm vật hiến tế. Eric cuối cùng chạm trán với Megan được hồi sinh nhưng phát hiện ra rằng cỗ máy đã biến cô thành một dị nhân ăn thịt đồng loại và buộc phải giết cô khi cô đột biến thêm. Sau đó, anh ta cố gắng sử dụng xác chết của cô ấy làm vật hiến tế để mang Timmy trở lại, mặc dù cuối cùng nó thất bại vì cần phải có một vật hiến tế sống. Sau đó, anh ta đến đài quan sát của cơ sở và phát hiện ra một hiện vật thứ hai được gọi là Power Obelisk, có chức năng như một loại thiết bị EMP có khả năng hạ máy bay khi được kích hoạt, ngụ ý rằng Cross đã sử dụng nó để gây ra vụ tai nạn máy bay. Eric sau đó phải đối mặt với việc kích hoạt hiện vật khi một chuyến bay chở khách đi ngang qua hoặc tắt nó. Trò chơi có hai kết thúc:
- Nếu Eric kích hoạt cổ vật, anh ta sẽ khiến máy bay bị rơi và được cho là đã tìm thấy vật hy sinh để hồi sinh Timmy. Một năm sau, Eric và Timmy rõ ràng đã được giải cứu và được mời tham gia một chương trình trò chuyện để quảng bá cuốn sách của Eric, cuốn sách ghi lại những trải nghiệm của anh ấy trên bán đảo. Trong chương trình, Timmy đột ngột gục xuống và bắt đầu run rẩy dữ dội, dường như sắp biến đổi giống như Megan đã làm. Eric an ủi Timmy và anh ấy trở lại bình thường. Nhiều năm sau, một Timmy lớn tuổi hơn xuất hiện trong căn hộ của anh ấy, đang điều tra một hòn đảo có nhãn "Địa điểm 2" trong khi vẫn đang đấu tranh để ngăn chặn những đột biến của mình.
- Nếu Eric quyết định đóng cửa hiện vật, anh ta sẽ tha mạng cho mọi người trên máy bay với cái giá là Timmy vẫn chết. Eric sau đó rời khỏi cơ sở và đốt một bức ảnh của Timmy, quyết định buông tay. Sau đoạn cắt cảnh cuối cùng này, quyền kiểm soát Eric sau đó được trả lại cho người chơi, người có thể tiếp tục chơi trò chơi sống sót trên bán đảo.

## Phát triển
The Forest lấy cảm hứng từ những bộ phim đình đám như The Descent và Cannibal Holocaust và các trò chơi điện tử như Don't Starve, và được duyệt trở thành một phần của Steam Greenlight vào năm 2013. Nhà phát triển Endnight Games có trụ sở tại Canada đã nói rằng Disney là nguồn cảm hứng cho trò chơi, đồng thời nhận xét rằng họ không muốn toàn bộ trò chơi hoàn toàn "đen tối và buồn bã". Trò chơi đang được phát triển để tương thích với tai nghe thực tế ảo Oculus Rift. Sau khi thêm tùy chọn chế độ co-op trong quá trình phát triển, nhóm đã tuyên bố rằng họ muốn trò chơi của mình tránh xa cảm giác nhiều người chơi của các trò chơi khác, chẳng hạn như DayZ và Rust.
Nhóm phát triển có nền tảng về hiệu ứng hình ảnh phim, đã từng làm việc trên các bộ phim như Người Nhện siêu đẳng 2 và Trò chơi ảo giác. Ngân sách ban đầu cho trò chơi là 125.000 đô la. Trò chơi được phát hành lần đầu cho Windows thông qua quyền truy cập sớm vào ngày 30 tháng 5 năm 2014 trước khi phát hành chính thức vào ngày 30 tháng 4 năm 2018. Sau đó, trò chơi được phát hành cho PlayStation 4 vào ngày 6 tháng 11 năm 2018. Trò chơi được xây dựng bằng công cụ Unity.

## Đánh giá
Trò chơi đã nhận được sự đón nhận tích cực trong thời gian truy cập sớm. Trò chơi đã bán được hơn 5,3 triệu bản trên Windows tính đến tháng 11 năm 2018. IGN gọi trò chơi là "trải nghiệm kinh dị sinh tồn đáng nhớ", ca ngợi trò chơi vì kẻ thù là AI và câu chuyện nhiều tầng nhưng lại chỉ trích cách hiển thị cài đặt, đề cập rằng đôi khi trò chơi có thể trở nên quá tối. Thành công của trò chơi đã tạo ra phần tiếp theo, mang tên Sons of the Forest được phát hành vào ngày 23 tháng 2 năm 2023.
Vào năm 2020, Rock Paper Shotgun đã xếp The Forest ở vị trí thứ chín trong danh sách "Trò chơi sinh tồn hay nhất trên PC". Trong danh sách được cập nhật vào năm 2023, The Forest xếp thứ 21.